# Cacciata dei Bonacolsi
La Cacciata dei Bonacolsi è un grande dipinto a tempera su tela di Domenico Morone, realizzato nel 1494 e conservato nel Palazzo Ducale di Mantova.

## Storia
Il quadro fu commissionato a Domenico Morone dal quarto marchese di Mantova, Francesco II Gonzaga. Per lungo tempo fu tuttavia ritenuta un'opera di Andrea Mantegna, almeno fino alla scoperta della firma del suo autore: «Dominicus Moronus veronensis pixit 1494».
Finito nella collezione Crespi di Milano, fu utilizzato come modello per il ripristino della facciata cinquecentesca del palazzo del Capitano e della Magna Domus, come dichiarato esplicitamente dall'autore del restauro, l'architetto Achille Patricolo. Nel 1913 il quadro fu acquistato dallo Stato è trasferito nella sua attuale dimora in Palazzo Ducale, mentre nel 1923 fu sottoposto ad un intervento di restauro curato da Luigi Cavenaghi.

## Descrizione
La tela illustra la vittoriosa battaglia che, il 16 agosto 1328, Luigi I Gonzaga ingaggiò a Mantova contro Rinaldo Bonacolsi per il possesso della città. Nell'opera è rappresentato sia l'infuriare della battaglia nella principale piazza cittadina, come raccontata dai vecchi cronisti, sia l'architettura della città così come appariva nel momento in cui il Morone la ritrasse, con le sue torri, i palazzi e, in fondo la piazza, la cattedrale di Mantova, rappresentata con la facciata tardogotica dell'architetto veneziano Jacobello dalle Masegne, ornata con le sculture del fratello Pierpaolo e di Giacomino da Pavia.
Alle spalle del campanile romanico della Cattedrale si possono scorgere, non più esistenti, la chiesa di Sant'Agata con il suo campanile e il rione degli Scaglioni. Sulla sinistra del quadro si trova invece la torre, anche questa scomparsa, che sbarrava la strada che proveniva da Verona e che attraversava il ponte dei Mulini, da cui entrarono Guido Gonzaga e le sue truppe, giunto in città in aiuto del padre. Tra la porta e la piazza si staglia la torre della Gabbia mentre, sulla destra della tela, si trova il palazzo del Capitano.
Questa architettura fa quindi da sfondo alla vita placida della città, rappresentata dal mulattiere che conduce il suo animale carico di sacchi di grano, che viene sconvolta dall'impeto della lotta tra le fazioni cittadine, riprodotta con grande realismo.